# Diocèse de Maliana
Ne doit pas être confondu avec  l'évêché titulaire de Malliana.
285910	291777	98.0%
Le diocèse de Maliana (latin : Dioecesis Malianensis) est un diocèse catholique situé au Timor oriental, et ayant pour siège la ville de Maliana. Il est érigé le 30 janvier 2010 à partir du diocèse de Dili dont il devient suffragant lorsque est érigée la province ecclésiastique de Dili le 11 septembre 2019. 
L'église mère du diocèse est la cathédrale du Sacré-Cœur de Maliana (es). Les séminaristes sont formés au Séminaire Saint Pierre et Saint Paul de Dili.

## Évêques
Liste des évêques de Maliana selon le rite romain :
- Norberto do Amaral, évêque depuis 2010.